# Qualificació de crèdit
El credit rating o qualificació de crèdit mesura la solvència (creditworthiness) d'una entitat, és a dir, la capacitat que té per pagar el seu deute. Així mateix també mesura el risc creditici (credit risk), és a dir, el risc d'impagament i la probabilitat de suspensió de pagaments (default) que comporta invertir en aquest deute (p.e. bons).
El credit rating és determinat per les agències de qualificació de risc, els informes de les quals els possibles prestadors segueixen per avaluar la possibilitat d'impagament per part de l'entitat emissora de deute. Per assignar un credit rating les agències tenen en compte tant l'historial de pagaments com l'actual relació entre de béns i deutes de l'emissor de deute. El credit rating dona als possibles prestadors una mesura clara i senzilla sobre l'emissor de deute, de manera que poden quantificar quant han de carregar pel préstec que fan, la necessitat de garanties addicionals (col·lateral) a incloure en l'acord si cal, així com determinar el risc creditici i comparar si l'interès ofert és raonable d'acord amb el risc assumit.

## Mesura del credit rating
Agències de qualificació de risc (credit rating agencies) privades són Moody's, Standard & Poor's i Fitch, les quals subministren credit rating tant a llarg com a curt termini sobre el deute de companyies, bons i qualsevulla altra instrument financer. Aquestes agències utilitzen un sistema alfabètic per determinar el credit rating, però no hi ha un codi homogeni sinó que cadascuna fa servir una escala pròpia. Per exemple Moody's utilitza Aaa per a la seva màxima qualificació de credit rating (aquelles que tenen menor credit risk) i la C per aquelles amb menor credit rating. Per contra S&P i Fitch donen una AAA com a millor qualificació, i una D per a les pitjors. Cal tenir present que un credit rating inferior a Baa (Moody's) o un BBB (S&P) no es considera com una inversió sinó com una especulació de risc.
A diferència de les companyies i els estats, als individus se'ls assigna un credit score, no un credit rating.
| Moody's   | Moody's    | S&P       | S&P        | Fitch     | Fitch      |                                              |
| --------- | ---------- | --------- | ---------- | --------- | ---------- | -------------------------------------------- |
| Long-term | Short-term | Long-term | Short-term | Long-term | Short-term |                                              |
| Aaa       | Prime-1    | AAA       | A-1+       | AAA       | F1+        | Prime                                        |
| Aa1       | Prime-1    | AA+       | A-1+       | AA+       | F1+        | High grade                                   |
| Aa2       | Prime-1    | AA        | A-1+       | AA        | F1+        | High grade                                   |
| Aa3       | Prime-1    | AA-       | A-1+       | AA-       | F1+        | High grade                                   |
| A1        | Prime-1    | A+        | A-1        | A+        | F1         | Upper medium grade                           |
| A2        | Prime-1    | A         | A-1        | A         | F1         | Upper medium grade                           |
| A3        | Prime-2    | A-        | A-2        | A-        | F2         | Upper medium grade                           |
| Baa1      | Prime-2    | BBB+      | A-2        | BBB+      | F2         | Lower medium grade                           |
| Baa2      | Prime-3    | BBB       | A-3        | BBB       | F3         | Lower medium grade                           |
| Baa3      | Prime-3    | BBB-      | A-3        | BBB-      | F3         | Lower medium grade                           |
| Ba1       | Not prime  | BB+       | B          | BB+       | B          | Non-investment grade speculative             |
| Ba2       | Not prime  | BB        | B          | BB        | B          | Non-investment grade speculative             |
| Ba3       | Not prime  | BB-       | B          | BB-       | B          | Non-investment grade speculative             |
| B1        | Not prime  | B+        | B          | B+        | B          | Highly speculative                           |
| B2        | Not prime  | B         | B          | B         | B          | Highly speculative                           |
| B3        | Not prime  | B-        | B          | B-        | B          | Highly speculative                           |
| Caa1      | Not prime  | CCC+      | C          | CCC       | C          | Substantial risks                            |
| Caa2      | Not prime  | CCC       | C          | CCC       | C          | Extremely speculative                        |
| Caa3      | Not prime  | CCC-      | C          | CCC       | C          | In default with little prospect for recovery |
| Ca        | Not prime  | CC        | C          | CCC       | C          | In default with little prospect for recovery |
| Ca        | Not prime  | C         | C          | CCC       | C          | In default with little prospect for recovery |
| C         | Not prime  | D         | /          | DDD       | /          | In default                                   |
| /         | Not prime  | D         | /          | DD        | /          | In default                                   |
| /         | Not prime  | D         | /          | D         | /          | In default                                   |